# Aileu (Verwaltungsamt)
| \| \| |
|       |

|  |

Aileu (Aileu Vila) ist ein osttimoresisches Verwaltungsamt (portugiesisch Posto Administrativo) in der Gemeinde Aileu. Hauptstadt von Verwaltungsamt und Gemeinde ist Aileu im Suco Seloi Malere.

## Geographie

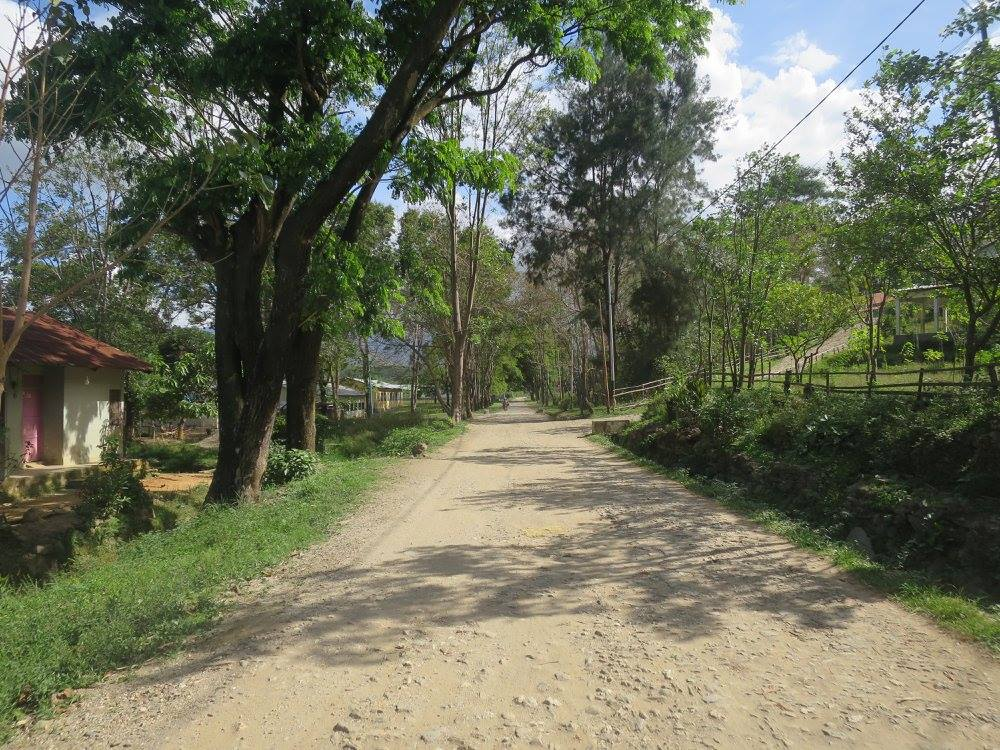
Nahe der Kirche Aileu

Bis 2014 wurden die Verwaltungsämter noch als Subdistrikte bezeichnet.
Das Verwaltungsamt Aileu liegt im Südwesten der Gemeinde Aileu. Im Norden grenzt das Verwaltungsamt Aileu an das Verwaltungsamt Laulara, im Nordosten an Remexio, im Osten an Lequidoe, im Südosten an die Gemeinde Ainaro mit dem Maubisse und im Westen an die Gemeinde Ermera mit den Verwaltungsämtern Letefoho, Ermera und Railaco. Vor der Gebietsreform 2015 hatte Aileu eine Fläche von 251,48 km². Nun sind es 320,99 km². Gebiete wurden an Letefoho abgegeben, die Grenze zu Lequidoe wurde teilweise neugezogen und von Railaco wurden Territorien Aileu zugeschlagen.
Bei der Gebietsreform 2003 wurden die Sucos Besilau, Fatubesi, Hohulu, Hurai Raco, Laclo, Lequitura und Sarin aufgelöst, 2017 aber Lequitura von Lausi wieder abgetrennt, sodass das Verwaltungsamt Aileu nun aus zwölf Sucos besteht: Aissirimou (Aisirimou), Bandudato (Bandudatu), Fahiria, Fatubossa (Fatubosa), Hoholau, Lahae, Lausi, Lequitura, Liurai (Suco Liurai, Suku Liurai), Saboria, Seloi Craic (Seloi Kraik) und Seloi Malere.

Klimadaten
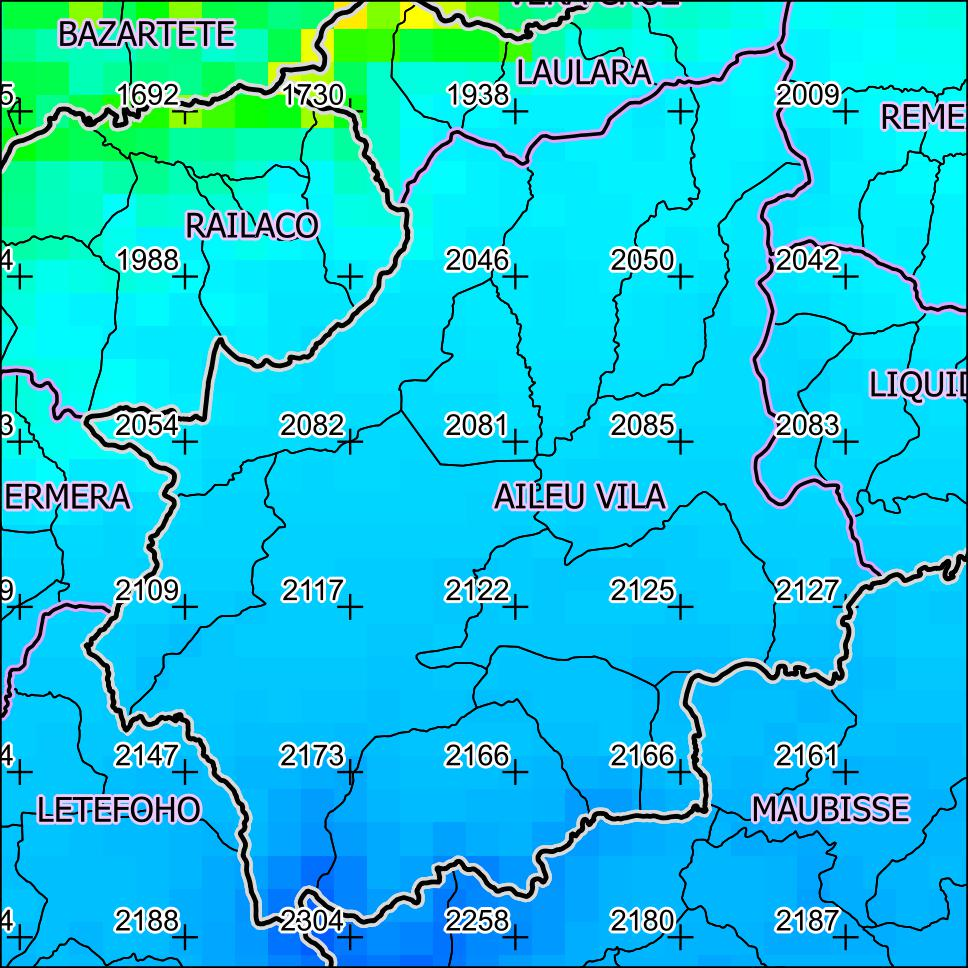
Jährliche Niederschlagsmenge (2000)
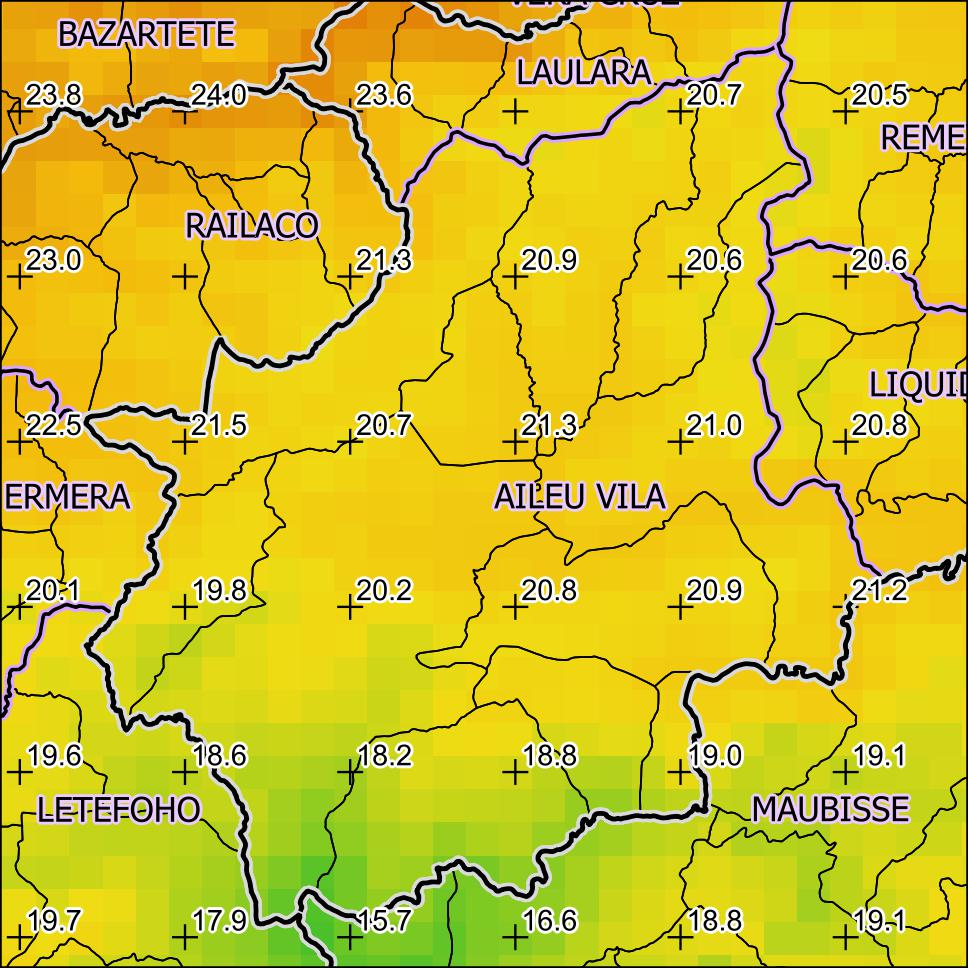
Jahresdurchschnitts-temperatur (2000)
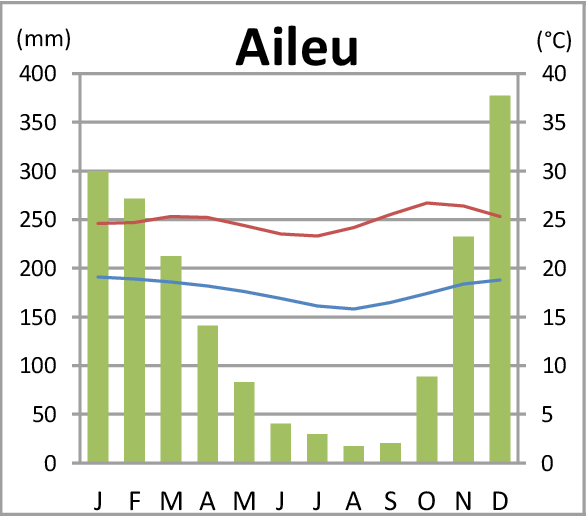
Klimadiagramm

## Einwohner

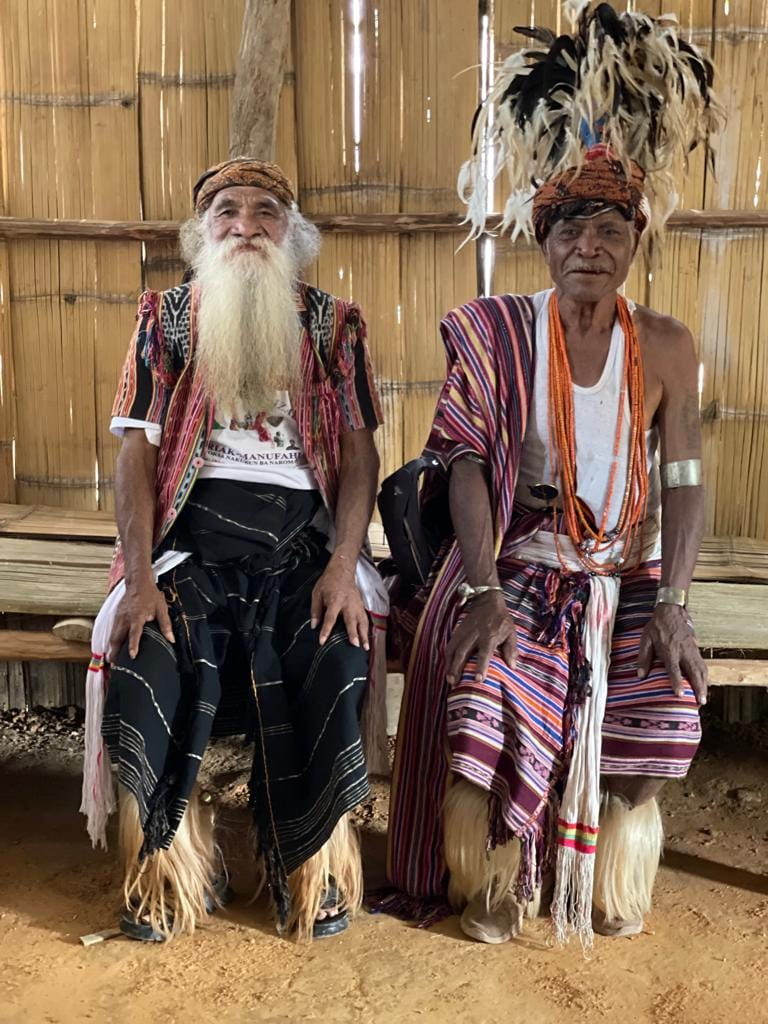
Männer in traditioneller Tracht in Kabasfatin

Im Verwaltungsamt Aileu leben 26.208 Einwohner (2022), davon sind 13.575 Männer und 12.633 Frauen. Sie wohnen in 4.634 Haushalten. 2.921 Einwohner Aileus leben in den Sucos Seloi Malere und Liurai in einer urbanen Umgebung.
Die Mehrheit der Bevölkerung spricht die Nationalsprache Mambai. Der Altersdurchschnitt beträgt 18,0 Jahre (2010, 2004: 16,8 Jahre).

## Geschichte

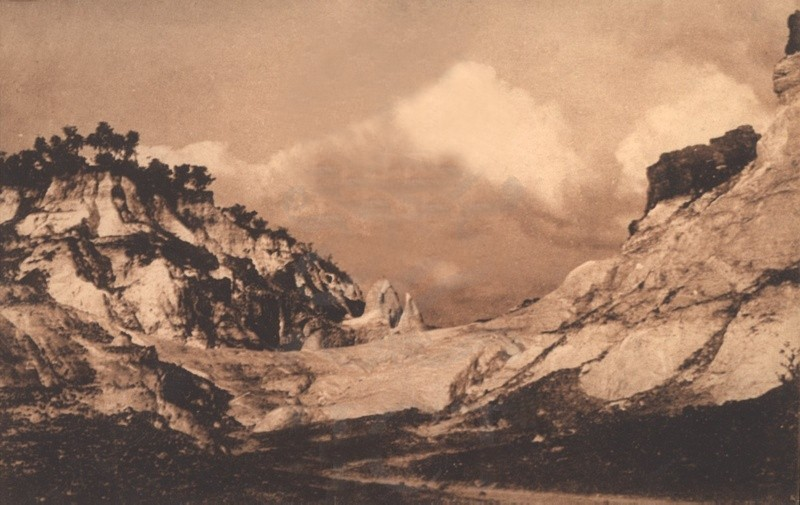
Die Umgebung um Aileu in der Kolonialzeit

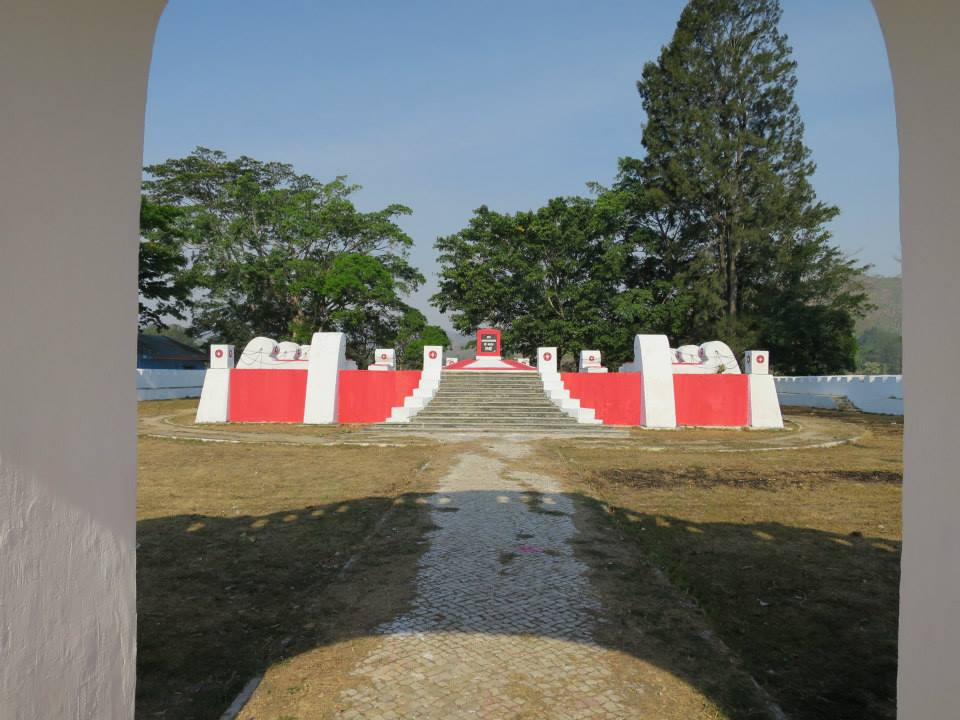
Gedenkstätte an die Opfer der japanischen Besatzung in Aileu

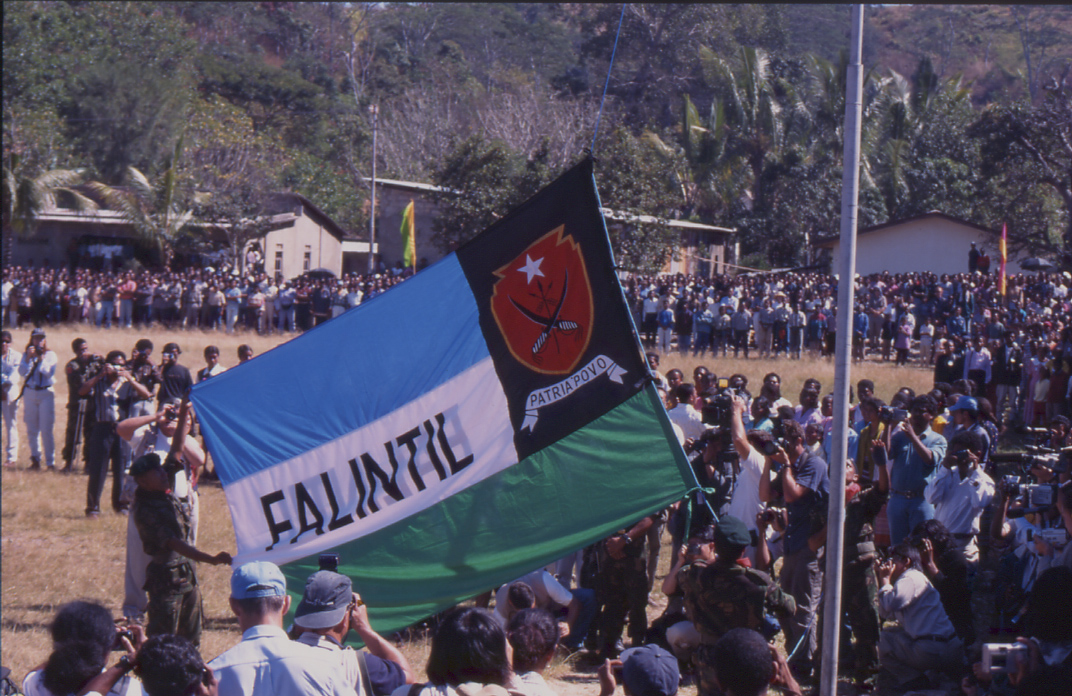
Feierlichkeiten im Lager in Aileu zum 25. Geburtstag der FALINTIL (2000).

Südlich vom Ort Aileu lag das Reich von Dailor, eines der vielen traditionellen Reiche Timors, die von einem Liurai regiert wurden. Es erscheint auf einer Liste von Afonso de Castro, einem ehemaligen Gouverneur von Portugiesisch-Timor, der im Jahre 1868 47 Reiche aufführte. Im Januar 1894 schloss Dailor mit Portugal einen schriftlichen Vertrag über seinen Vasallenstatus gegenüber der Kolonialmacht.
1903 scheiterte in Aileu ein Aufstand gegen die Kolonialherren. Im Januar 1912 diente der Ort als Basis der Portugiesen bei der Niederschlagung der Rebellion von Manufahi.
Zwischen 1942 und 1945 besetzten die Japaner Portugiesisch-Timor. Am 20. August 1942 wurde der Ort Aileu von 300 Colunas Negras, timoresischen Verbündeten der japanischen Invasoren, besetzt. Am 31. August töteten sie fünf portugiesische Soldaten und vier weitere Portugiesen, Beamte und Missionare. Japan schob diesen, wie auch andere Vorfälle, auf „eine Gruppe Westtimoresen“, die sich im Osten ansiedeln wollten und von Portugiesen misshandelt worden wären.
Aileu war bereits im Bürgerkrieg in Osttimor 1975 eine Hochburg der FRETILIN. Hierher zog sich auch die Führung nach der indonesischen Invasion von Dili zurück, bis auch Aileu am 31. Dezember 1975 von den Indonesiern überrannt wurde. Zuvor hatte die FRETILIN in Aileu etwa 22 Gefangene aus dem Bürgerkrieg exekutiert.
In Aileu, Banderahun und Fatubossa gab es Ende 1979 indonesische Lager für Osttimoresen, die zur besseren Kontrolle von den Besatzern umgesiedelt werden sollten.
Anfang September 1999 wurden während der indonesischen Operation Donner Einwohner verschiedener Sucos von der AHI-Miliz (Aku Hidup dengan Integrasi/Indonesia) aus ihrem Heim vertrieben. Die Dörfer wurden systematisch zerstört und die Häuser niedergebrannt. Indonesisches Militär und die Milizionäre fuhren ab dem 4. September herum und erschossen Nutztiere. Am selben Tag wurden die Einwohner von Fatubossa, Hoholete und Liclaucana (Suco Fatubossa) gezwungen ihr Heim zu verlassen. In der Stadt Aileu wurden sie auf Lastwagen verladen und nach Atambua im indonesischen Westtimor deportiert. Am 5. September wurde Aissirimou zerstört, am 6. September Seloi Malere, am 7. September Saboria, am 8. September Liurai und am 9. September Hoholau.
Kämpfer der osttimoresischen Widerstandsbewegung FALINTIL wurden in Aileu von 2000 bis Februar 2001 kaserniert, nachdem die Vereinten Nationen die Verwaltung im Land übernommen hatten. Später begannen 600 der Kämpfer dort mit einer Ausbildung zu Soldaten der neuen Verteidigungskräfte Osttimors.

## Politik

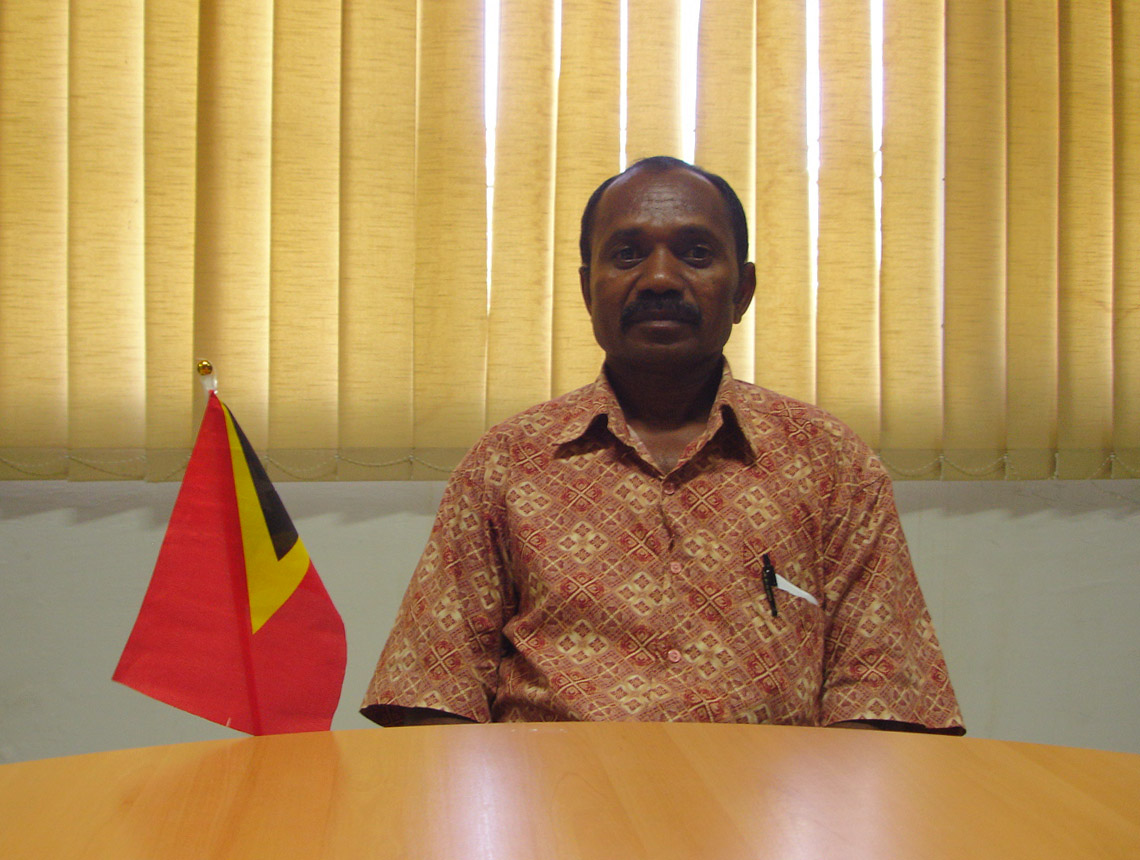
Administrator Marcos dos Santos (2013)

Der Administrator des Verwaltungsamts wird von der Zentralregierung in Dili ernannt. Mindestens zwischen 2013 und 2016 war dies Marcos dos Santos.

## Wirtschaft
82 % der Haushalte in Aileu bauen Mais an, 80 % Maniok, 72 % Kaffee, 77 % Gemüse, 39 % Reis und 23 % Kokosnüsse.

## Persönlichkeiten
- Alberto Ricardo da Silva (1943–2015), Bischof
- José Pacheco Soares (* 1970), Politiker
- Ramos Maxanches (* 1994), Fußballspieler
- Nelson Viegas (* 1999), Fußballspieler